# UCI Europe Tour de 2022
O UCI Europe Tour de 2022 foi a décima-oitava edição do calendário ciclístico internacional europeu. Iniciou-se a 23 de janeiro de 2022 em Espanha , com o Grande Prêmio Valencia e finalizou a 16 de outubro com a Chrono des Nations na França. Disputaram-se 204 concorrências, outorgando pontos aos primeiros classificados das etapas e à classificação final, ainda que o calendário pode sofrer modificações ao longo da temporada com a inclusão de novas corridas ou exclusão de outras.

## Equipas
As equipas que podiam participar nas diferentes corridas dependia da categoria das mesmas. As equipas UCI WorldTeam e UCI ProTeam tinham cota limitada para competir de acordo ao ano correspondente estabelecido pela UCI, as equipas UCI Continentais e seleções nacionais não tinham restrições de participação:
| Categoria      | Categoria                       | Equipas                                                                           |
| -------------- | ------------------------------- | --------------------------------------------------------------------------------- |
| .1             | 1.1 (Corrida de um dia)         | * UCI WorldTeam (max 50%) * UCI ProTeam * Continentais * Seleções nacionais       |
| .1             | 2.1 (Corrida de vários dias)    | * UCI WorldTeam (max 50%) * UCI ProTeam * Continentais * Seleções nacionais       |
| .2             | 1.2 (Corrida de um dia)         | * UCI ProTeam * Continentais * Seleções nacionais * Seleções regionais * Amadores |
| .2             | 2.2 (Corrida de vários dias)    | * UCI ProTeam * Continentais * Seleções nacionais * Seleções regionais * Amadores |
| .Ncup (sub-23) | 1.ncup (Corrida de um dia)      | * Seleções nacionais * Seleções mistas                                            |
| .Ncup (sub-23) | 2.ncup (Corrida de vários dias) | * Seleções nacionais * Seleções mistas                                            |

## Calendário
As seguintes são as corridas que compuseram o calendário UCI Europe Tour para a temporada de 2022 aprovado pela UCI.

### Janeiro
| UCI Europe Tour de 2022 - janeiro |                                     |        |                    |                                    |
| Data                              | Corrida                             | Classe | Vencedor           | Equipa                             |
| --------------------------------- | ----------------------------------- | ------ | ------------------ | ---------------------------------- |
| 23                                | Grande Prêmio Valencia              | 1.2    | Giovanni Lonardi   | EOLO-KOMETA                        |
| 26                                | Troféu Calvià                       | 1.1    | Brandon McNulty    | UAE Emirates                       |
| 27                                | Troféu Alcudia-Porto de Alcudia     | 1.1    | Biniam Girmay      | Intermarché-Wanty-Gobert Matériaux |
| 28                                | Troféu Serra de Tramuntana          | 1.1    | Tim Wellens        | Lotto Soudal                       |
| 29                                | Troféu Pollensa-Porto de Andrach    | 1.1    | Alejandro Valverde | Movistar                           |
| 30                                | Troféu Playa de Palma-Palma         | 1.1    | Arnaud De Lie      | Lotto Soudal                       |
| 30                                | Grande Prêmio Ciclista a Marsellesa | 1.1    | Amaury Capiot      | Arkéa Samsic                       |
| 30                                | Grande Prêmio de Megasaray          | 1.2    | Tord Gudmestad     | Uno-X                              |

### Fevereiro
| UCI Europe Tour de 2022 - fevereiro |                                   |        |                        |                      |
| Data                                | Corrida                           | Classe | Vencedor               | Equipa               |
| ----------------------------------- | --------------------------------- | ------ | ---------------------- | -------------------- |
| 2-6                                 | Estrela de Bessèges               | 2.1    | Benjamin Thomas        | Cofidis              |
| 5                                   | Grande Prêmio de Alanya           | 1.2    | Alessio Martinelli     | Bardiani-CSF-Faizanè |
| 10-13                               | Tour de Antalya                   | 2.1    | Jacob Hindsgaul Madsen | Uno-X                |
| 12                                  | Volta a Múrcia                    | 1.1    | Alessandro Covi        | UAE Emirates         |
| 14                                  | Clássica Jaén Paraíso Interior    | 1.1    | Alexey Lutsenko        | Astana Qazaqstan     |
| 18-20                               | Tour dos Alpes Marítimos e de Var | 2.1    | Nairo Quintana         | Arkéa Samsic         |
| 19                                  | Grande Prêmio Velo Alanya         | 1.2    | Igor Chzhan            | Almaty               |
| 20                                  | Grande Prêmio Justiniano Race     | 1.2    | Yauheni Karaliok       | Minsk CC             |
| 24-27                               | El Gran Camiño                    | 2.1    | Alejandro Valverde     | Movistar             |

### Março
| UCI Europe Tour de 2022 - Março |                                        |        |                     |                              |
| Data                            | Corrida                                | Classe | Vencedor            | Equipa                       |
| ------------------------------- | -------------------------------------- | ------ | ------------------- | ---------------------------- |
| 1                               | Le Samyn                               | 1.1    | Matteo Trentin      | UAE Emirates                 |
| 2                               | Trofej Umag-Umag Trophy                | 1.2    | Daniel Auer         | WSA KTM Graz p/b Leomo       |
| 5                               | Grande Prêmio de Gazipaşa              | 1.2    | Onur Balkan         | Sakarya BB                   |
| 6                               | Grande Prêmio Jean-Pierre Monseré      | 1.1    | Arnaud De Lie       | Lotto Soudal                 |
| 6                               | Bloeizone Elfsteden Fryslan            | 1.2    | Elmar Reinders      | Riwal                        |
| 6                               | Grande Prêmio Villa de Lillers         | 1.2    | Milan Menten        | Bingoal Pauwels Sauces WB    |
| 6                               | Porec Trophy                           | 1.2    | Dušan Rajović       | Corratec                     |
| 6                               | Grande Prêmio Mediterrâneo             | 1.2    | Anatoliy Budyak     | Terengganu Polygon           |
| 10-13                           | Istrian Spring Trophy                  | 2.2    | Matthew Riccitello  | Hagens Berman Axeon          |
| 12-13                           | South Aegean Tour                      | 2.2    | Matteo Dal-Cin      | Toronto Hustle               |
| 13                              | Tour de Drenthe                        | 1.1    | Dries Van Gestel    | Total Energies               |
| 13                              | Dorpenomloop Rucphen                   | 1.2    | Maikel Zijlaard     | VolkerWessels                |
| 13                              | Clássica de Arrábida                   | 1.2    | Orluis Aular        | Caja Rural-Seguros RGA       |
| 16-20                           | Volta ao Alentejo                      | 2.2    | Orluis Aular        | Caja Rural-Seguros RGA       |
| 17-20                           | Tour de Olympia                        | 2.2    | Maikel Zijlaard     | VolkerWessels                |
| 18                              | Youngster Coast Challenge              | 1.2U   | Jensen Plowright    | Groupama-FDJ Continental     |
| 19                              | Grande Prêmio Manavgat-Side            | 1.2    | Mamyr Stash         | Sport Clube "OLYMP"          |
| 19                              | Clássica de Loire-Atlantique           | 1.1    | Anthony Perez       | Cofidis                      |
| 20                              | Grande Prêmio Cholet-Pays de Loire     | 1.1    | Marc Sarreau        | AG2R Citroën                 |
| 20                              | Grande Prêmio Internacional de Rodas   | 1.2    | André Drege         | Coop                         |
| 20                              | Per sempre Alfredo                     | 1.1    | Marc Hirschi        | UAE Emirates                 |
| 20                              | La Popolarissima                       | 1.2    | Nicolás David Gómez | Colpack Ballan               |
| 20                              | Grande Prêmio Gündoğmuş                | 1.2    | Anatoliy Budyak     | Terengganu Polygon           |
| 20                              | Grande Prêmio Eslovénia Istria         | 1.2    | Daniel Auer         | WSA KTM Graz p/b Leomo       |
| 20                              | Grande Prêmio Criquielion              | 1.2    | Pier-André Coté     | Human Powered Health         |
| 21-27                           | Volta à Normandia                      | 2.2    | Mathis Le Berre     | Côtes d'Armor-Marie Morin-Ou |
| 22-26                           | Settimana Coppi e Bartali              | 2.1    | Edward Dunbar       | Ineos Grenadiers             |
| 24                              | GP Vipava Valley & Crossborder Goriška | 1.2    | Fran Miholjević     | Friuli ASD                   |
| 24-27                           | Volta a Rodas                          | 2.2    | Louis Bendixen      | Coop                         |
| 27                              | Grande Prêmio Adria Mobil              | 1.2    | Maciej Paterski     | Voster ATS                   |
| 27                              | La Roue Tourangelle                    | 1.1    | Nacer Bouhanni      | Arkéa Samsic                 |
| 27                              | Troféu Cidade de San Vendemiano        | 1.2U   | Federico Guzzo      | Zalf Euromobil Fior          |

### Abril
| UCI Europe Tour de 2022 - Abril |                                            |        |                     |                             |
| Data                            | Corrida                                    | Classe | Vencedor            | Equipa                      |
| ------------------------------- | ------------------------------------------ | ------ | ------------------- | --------------------------- |
| 1                               | Route Adélie                               | 1.1    | Axel Zingle         | Cofidis                     |
| 1-3                             | Triptyque des Monts et Châteaux            | 2.2U   | Enzo Paleni         | Groupama-FDJ Continental    |
| 2                               | Volta Limburg Classic                      | 1.1    | Arnaud De Lie       | Lotto Soudal                |
| 3                               | Troféu Piva                                | 1.2U   | Martin Marcellusi   | Bardiani-CSF-Faizanè        |
| 5-8                             | Circuito de la Sarthe                      | 2.1    | Olav Kooij          | Jumbo-Visma                 |
| 6-9                             | Circuito das Ardenas                       | 2.2    | Lucas Eriksson      | Riwal                       |
| 12                              | Paris-Camembert                            | 1.1    | Anthony Delaplace   | Arkéa Samsic                |
| 12-15                           | Giro de Sicília                            | 2.1    | Damiano Caruso      | Seleção de Itália           |
| 13-17                           | Belgrado-Bania Luka                        | 2.1    | Jakub Kaczmarek     | HRE Mazowsze Serce Polski   |
| 13-17                           | Tour de Loir-et-Cher                       | 2.2    | Michael Kukrle      | Elkov-Kasper                |
| 15                              | Clássica Grand Besançon Doubs              | 1.1    | Jesús Herrada       | Cofidis                     |
| 16                              | Tour de Jura                               | 1.1    | Ben O'Connor        | AG2R Citroën                |
| 16                              | Memorial Arno Wallaard                     | 1.2    | Elmar Reinders      | Riwal                       |
| 16                              | Liège-Bastogne-Liège sub-23                | 1.2U   | Romain Grégoire     | Groupama-FDJ Continental    |
| 18                              | Giro do Belvedere                          | 1.2U   | Romain Gregoire     | Groupama-FDJ Continental    |
| 19                              | Grande Prêmio Palio do Recioto             | 1.2U   | Romain Grégoire     | Groupama-FDJ Continental    |
| 24                              | Rutland-Melton International CiCLE Classic | 1.2    | Finn Crockett       | Ribble Weldtite             |
| 25                              | Gran Premio della Liberazione              | 1.2U   | Henri Uhlig         | Seleção da Alemanha         |
| 25-1                            | Tour de Bretanha                           | 2.2    | Johan Le Bon        | Dinan Sport                 |
| 27-1                            | Tour da Grécia                             | 2.1    | Aaron Gate          | Bolton Equities Black Spoke |
| 29                              | Grande Prêmio Nasielsk-Serock              | 1.2    | Marceli Bogusławski | HRE Mazowsze Serce Polski   |
| 29-1                            | Volta às Astúrias                          | 2.1    | Iván Ramiro Sosa    | Movistar                    |
| 29-3                            | Carpathian Couriers Race                   | 2.2U   | Fran Miholjević     | Friuli ASD                  |
| 30                              | Tour de Zuidenveld                         | 1.2    | Coen Vermeltfoort   | VolkerWessels               |
| 30                              | Grande Prêmio Wyszków                      | 1.2    | Itamar Einhorn      | Seleção de Israel           |

### Maio
| UCI Europe Tour de 2022 - maio |                                     |        |                        |                                    |
| Data                           | Corrida                             | Classe | Vencedor               | Equipa                             |
| ------------------------------ | ----------------------------------- | ------ | ---------------------- | ---------------------------------- |
| 1                              | Circuito do Porto-Troféu Arvedi     | 1.2    | Davide Persico         | Colpack Ballan                     |
| 7                              | Sundvolden G. P.                    | 1.2    | Martin Tjøtta          | Ringerike SK                       |
| 7                              | Tour de Overijssel                  | 1.2    | Coen Vermeltfoort      | VolkerWessels                      |
| 8                              | Flecha das Ardenas                  | 1.2    | Romain Grégoire        | Groupama-FDJ Continental           |
| 8                              | Ringerike G. P.                     | 1.2    | Sakarias Koller Løland | Uno-X Dare Development             |
| 8                              | Grande Prêmio Indústrias do Mármore | 1.2U   | Alessio Martinelli     | Bardiani-CSF-Faizanè               |
| 11-15                          | Volta à Hungria                     | 2.1    | Edward Dunbar          | Ineos Grenadiers                   |
| 21                             | Grande Prêmio Herning               | 1.2    | Andreas Stokbro        | Seleção da Dinamarca               |
| 21                             | Veenendaal Veenendaal Classic       | 1.1    | Dylan Groenewegen      | BikeExchange-Jayco                 |
| 21                             | Tour de Finistère                   | 1.1    | Julien Simon           | TotalEnergies                      |
| 22                             | Volta a Colónia                     | 1.1    | Nils Politt            | Bora-Hansgrohe                     |
| 22                             | Tour de Fyen                        | 1.2    | Mads Pedersen          | Seleção da Dinamarca               |
| 22                             | Boucles de l'Aulne                  | 1.1    | Idar Andersen          | Uno-X                              |
| 22                             | GP Gorenjska                        | 1.2    | Patryk Stosz           | Voster ATS                         |
| 22                             | Antwerp Port Epic                   | 1.1    | Florian Vermeersch     | Lotto Soudal                       |
| 25-29                          | Flèche du Sud                       | 2.2    | Thibau Nys             | Baloise-Trek Lions                 |
| 25-29                          | Alpes Isère Tour                    | 2.2    | Yannis Voisard         | Tudor                              |
| 26                             | Circuito de Valônia                 | 1.1    | Andrea Pasqualon       | Intermarché-Wanty-Gobert Matériaux |
| 26-28                          | Tour da Estónia                     | 2.1    | Evaldas Šiškevicius    | Seleção da Lituânia                |
| 26-29                          | Tour da Mirabelle                   | 2.2    | Robert Scott           | WiV SunGod                         |
| 28                             | Strade Bianche sub-23               | 1.2U   | Darren Rafferty        | Hagens Berman Axeon                |
| 29                             | Coppa della Pace                    | 1.2U   | Federico Guzzo         | Zalf Euromobil Fior                |
| 29                             | Clássica Marcel Kint                | 1.1    | Arnaud De Lie          | Lotto Soudal                       |
| 31                             | Mercan'Tour Classic Alpes-Maritimes | 1.1    | Jakob Fuglsang         | Israel-Premier Tech                |
| 31-4                           | Tour da Albânia                     | 2.2    | Ylber Sefa             | Seleção da Albânia                 |

### Junho
| UCI Europe Tour de 2022 - junho |                                                   |        |                      |                                    |
| Data                            | Corrida                                           | Classe | Vencedor             | Equipa                             |
| ------------------------------- | ------------------------------------------------- | ------ | -------------------- | ---------------------------------- |
| 2                               | Troféu Alcide Degasperi                           | 1.2    | Pierre-Pascal Keup   | Lotto Kern-Haus                    |
| 2                               | Giro dos Apeninos                                 | 1.1    | Louis Meintjes       | Intermarché-Wanty-Gobert Matériaux |
| 2-5                             | Ronde de l'Oise                                   | 2.2    | James Fouché         | Bolton Equities Black Spoke        |
| 3-5                             | Tour de Malopolska                                | 2.2    | Jonas Rapp           | Hrinkow Advarics Cycleang          |
| 4                               | Flecha de Heist                                   | 1.1    | Arnaud De Lie        | Lotto Soudal                       |
| 4-8                             | Adriatica Ionica                                  | 2.1    | Filippo Zana         | Bardiani-CSF-Faizanè               |
| 5                               | Memorial Philippe Van Coningsloo                  | 1.2    | Cameron Scott        | ARA Pro Racing Sunshine Coast      |
| 5                               | Troféu Cidade de Meldola                          | 1.2U   | Luca Van Boven       | Lotto Soudal U23                   |
| 6                               | Tour de Limburgo                                  | 1.1    | Arnaud De Lie        | Lotto Soudal                       |
| 6                               | Paris-Troyes                                      | 1.2    | Robert Scott         | WiV SunGod                         |
| 8                               | Coppa Zappi                                       | 1.2U   | Vincent Van Hemelen  | Lotto Soudal U23                   |
| 9-12                            | Tour de Alta Áustria                              | 2.2    | Rainer Kepplinger    | Hrinkow Advarics Cycleang          |
| 10                              | G. P. Kanton Aargau                               | 1.1    | Marc Hirschi         | UAE Emirates                       |
| 10-12                           | Tour de Eure e Loir                               | 2.2    | Samuel Leroux        | Go Sport-Roubaix Lille Métropole   |
| 11-18                           | Giro d'Italia Jovem sub-23                        | 2.2U   | Leio Hayter          | Hagens Berman Axeon                |
| 12                              | Elfstedenronde                                    | 1.1    | Fabio Jakobsen       | Quick-Step Alpha Vinyl             |
| 14                              | Mont Ventoux Dénivelé Challenge                   | 1.1    | Ruben Guerreiro      | EF Education-EasyPost              |
| 16-19                           | Estrada de Occitânia                              | 2.1    | Michael Woods        | Israel-Premier Tech                |
| 17-19                           | Tour do Pays de Montbéliard                       | 2.2    | Michael Kukrle       | Elkov-Kasper                       |
| 19                              | Midden Brabant-Poort Omloop                       | 1.2    | Mārtiņš Pluto        | ABLOC CT                           |
| 29-2                            | Corrida da Solidariedade e dos Campeões Olímpicos | 2.2    | Fraude Kielich       | Alpecin-Deceuninck Development     |
| 30-3                            | Troféu Joaquim Agostinho                          | 2.2    | Frederico Figueiredo | Glassdrive Q8 Anicolor             |

### Julho
| UCI Europe Tour de 2022 - julho |                                           |        |                      |                             |
| Data                            | Corrida                                   | Classe | Vencedor             | Equipa                      |
| ------------------------------- | ----------------------------------------- | ------ | -------------------- | --------------------------- |
| 2-5                             | Tour de Sibiu                             | 2.1    | Giovanni Aleotti     | Bora-Hansgrohe              |
| 3                               | Giro do Meio Brenta                       | 1.2    | Thomas Pesenti       | Beltrami TSA-Tre Colli      |
| 5                               | Troféu Cidade de Brescia                  | 1.2    | Riccardo Verza       | Zalf Euromobil Fior         |
| 9                               | Visegrad 4 Bicycle Race-GP Czech Republic | 1.2    | Adam Ťoupalík        | Elkov-Kasper                |
| 10                              | Districtenpijl-Ekeren-Deurne              | 1.2    | Coen Vermeltfoort    | VolkerWessels               |
| 10                              | Visegrad 4 Bicycle Race-GP Poland         | 1.2    | Marceli Bogusławski  | HRE Mazowsze Serce Polski   |
| 10                              | Grande Prêmio da Ville de Nogent-sur-Oise | 1.2    | Alexander Richardson | Saint Piran                 |
| 13-17                           | Giro do Vale de Aosta                     | 2.2U   | Lenny Martinez       | Groupama-FDJ Continental    |
| 16-17                           | Grande Prêmio Ciclista de Gemenc          | 2.2    | Luke Mudgway         | Bolton Equities Black Spoke |
| 23                              | Visegrad 4 Kerekparverseny                | 1.2    | Adam Ťoupalík        | Elkov-Kasper                |
| 23                              | Grande Prêmio Erciyes                     | 1.2    | Jeroen Meijers       | Terengganu Polygon          |
| 24                              | Grande Prêmio de Kranj                    | 1.2    | Andrea Peron         | Novo Nordisk                |
| 24                              | Visegrad 4 Bicycle Race-GP Slovakia       | 1.2    | Thomas Pesenti       | Beltrami TSA-Tre Colli      |
| 24                              | Grande Prêmio da Vila de Pérenchies       | 1.2    | Laurence Pithie      | Groupama-FDJ Continental    |
| 24                              | Grande Prêmio Kayseri                     | 1.2    | Anatoliy Budyak      | Terengganu Polygon          |
| 25                              | Clássica de Ordizia                       | 1.1    | Simon Yates          | BikeExchange-Jayco          |
| 26                              | Memoriał Andrzeja Trochanowskiego         | 1.2    | Tobias Nolde         | P&S Benotti                 |
| 27-28                           | Volta a Castela e Leão                    | 2.1    | Simon Yates          | BikeExchange-Jayco          |
| 27-30                           | Dookoła Mazowsza                          | 2.2    | Marceli Bogusławski  | HRE Mazowsze Serce Polski   |
| 27-31                           | Tour de Alsacia                           | 2.2    | Finlay Pickering     | Groupama-FDJ Continental    |
| 29-1                            | Kreiz Breizh Elites                       | 2.2    | Lucas Eriksson       | Riwal                       |
| 31                              | Circuito de Guecho                        | 1.1    | Juan Ayuso           | UAE Emirates                |
| 31                              | Puchar Ministra Obrony Narodowej          | 1.2    | Jesper Rasch         | ABLOC CT                    |
| 31                              | Grande Prêmio Yahyalı                     | 1.2    | Oleksandr Prevar     | Spor Toto                   |

### Agosto
| UCI Europe Tour de 2022 - agosto |                                         |        |                       |                                    |
| Data                             | Corrida                                 | Classe | Vencedor              | Equipa                             |
| -------------------------------- | --------------------------------------- | ------ | --------------------- | ---------------------------------- |
| 4-7                              | Sazka Tour                              | 2.1    | Lorenzo Rota          | Intermarché-Wanty-Gobert Matériaux |
| 4-15                             | Volta a Portugal                        | 2.1    | Mauricio Moreira      | Glassdrive Q8 Anicolor             |
| 5-14                             | Tour de Guadalupe                       | 2.2    | Stefan Bennett        | EuroCyclingTrips                   |
| 6                                | Scandinavian Race                       | 1.2    | Rasmus Bøgh Wallin    | Restaurant Suri-Carl Ras           |
| 6                                | La Maurienne                            | 1.2    | Matthew Dinham        | BridgeLane                         |
| 7                                | Tour de Lovaina-Memorial Jef Scherens   | 1.1    | Victor Campenaerts    | Lotto Soudal                       |
| 9-11                             | Tour de l'Ain                           | 2.1    | Guillaume Martin      | Cofidis                            |
| 9-13                             | Tour de Szeklerland                     | 2.2    | Szymon Rekita         | Voster ATS                         |
| 13                               | Memoriał Henryka Łasaka                 | 1.2    | Tomasz Budziński      | HRE Mazowsze Serce Polski          |
| 14                               | Grande Prêmio Sportivi di Poggiana      | 1.2U   | Nicolo Buratti        | Friuli ASD                         |
| 14                               | Polynormande                            | 1.1    | Franck Bonnamour      | B&B Hotels-KTM                     |
| 14                               | Memoriał Jana Magiery                   | 1.2    | Michael Boroš         | Elkov-Kasper                       |
| 16                               | Grande Prêmio Capodarco                 | 1.2U   | Nicolo Buratti        | Friuli ASD                         |
| 16-19                            | Tour de Limusino                        | 2.1    | Alex Aranburu         | Movistar                           |
| 18                               | Grande Prêmio Tomarza                   | 1.2    | Yacine Hamza          | Seleção da Argélia                 |
| 18-21                            | Baltic Chain Tour                       | 2.2    | Rait Ärm              | Seleção da Estónia                 |
| 19                               | Grande Prêmio Kapuzbaşı                 | 1.2    | Mykhailo Kononenko    | Sakarya BB                         |
| 20                               | Grande Prêmio Develi                    | 1.2    | Jambaljamts Sainbayar | Terengganu Polygon                 |
| 21                               | Grande Prêmio Cappadocia                | 1.2    | Anton Kuzmin          | Almaty                             |
| 21                               | Schaal Sels                             | 1.1    | Arnaud De Lie         | Lotto Soudal                       |
| 23                               | Egmont Cycling Race                     | 1.1    | Arnaud De Lie         | Lotto Soudal                       |
| 23-26                            | Tour Poitou-Charentes em Nova Aquitania | 2.1    | Stefan Küng           | Groupama-FDJ                       |
| 24                               | Druivenkoers Overijse                   | 1.1    | Matis Louvel          | Arkéa Samsic                       |
| 25-28                            | Tour de Sakarya                         | 2.2    | Mykhailo Kononenko    | Sakarya BB                         |
| 27-1                             | Volta à Bulgária                        | 2.2    | Kyrylo Tsarenko       | Gallina Ecotek Lucchini Colosio    |
| 28                               | Ronde van de Achterhoek                 | 1.2    | Coen Vermeltfoort     | VolkerWessels                      |

### Setembro
| UCI Europe Tour de 2022 - setembro |                                |        |                        |                                    |
| Data                               | Corrida                        | Classe | Vencedor               | Equipa                             |
| ---------------------------------- | ------------------------------ | ------ | ---------------------- | ---------------------------------- |
| 1-3                                | Flanders Tomorrow Tour         | 2.2U   | Lars Boven             | Jumbo-Visma Development            |
| 1-4                                | Giro do Friuli Venezia Giulia  | 2.2    | Emiel Verstrynge       | Alpecin-Deceuninck Development     |
| 3                                  | Lillehammer GP                 | 1.2    | Magnus Bak Klaris      | Restaurant Suri-Carl Ras           |
| 3-4                                | In the footsteps of the Romans | 2.2    | Maciej Paterski        | Voster ATS                         |
| 4                                  | Gylne Gutuer                   | 1.2    | André Drege            | Coop                               |
| 4                                  | Tour de Doubs                  | 1.1    | Valentin Madouas       | Groupama-FDJ                       |
| 6-11                               | Tour de Roménia                | 2.1    | Mark Stewart           | Bolton Equities Black Spoke        |
| 8-11                               | Volta a Bohemia Meridional     | 2.2    | Rasmus Bøgh Wallin     | Restaurant Suri-Carl Ras           |
| 11                                 | Grande Prêmio do Somme         | 1.2    | Rait Ärm               | Groupama-FDJ Continental           |
| 13-17                              | Tour da Eslováquia             | 2.1    | Josef Černý            | Quick-Step Alpha Vinyl             |
| 14                                 | Giro de Toscana                | 1.1    | Marc Hirschi           | UAE Emirates                       |
| 14-17                              | Volta à Sérvia                 | 2.2    | Dawit Yemane           | Bike Aid                           |
| 16                                 | Campeonato de Flandres         | 1.1    | Fabio Jakobsen         | Quick-Step Alpha Vinyl             |
| 17                                 | Grande Prêmio Rik Van Looy     | 1.2    | Coen Vermeltfoort      | VolkerWessels                      |
| 18                                 | Gooikse Pijl                   | 1.1    | Gerben Thijssen        | Intermarché-Wanty-Gobert Matériaux |
| 18                                 | Grande Prêmio de Isbergues     | 1.1    | Arnaud Démare          | Groupama-FDJ                       |
| 21                                 | Circuito de Houtland           | 1.1    | Jasper Philipsen       | Alpecin-Deceuninck                 |
| 25                                 | Paris-Chauny                   | 1.1    | Simone Consonni        | Cofidis                            |
| 27                                 | Ruota d'Oro                    | 1.2U   | Jordan Labrosse        | AG2R Citroën U23                   |
| 27-2                               | CRO Race                       | 2.1    | Matej Mohorič          | Bahrain Victorious                 |
| 28-2                               | Ronde d'Isard                  | 2.2U   | Johannes Staune-Mittet | Jumbo-Visma Development            |
| 29                                 | Coppa Agostoni                 | 1.1    | Sjoerd Bax             | Alpecin-Deceuninck                 |

### Outubro
| UCI Europe Tour de 2022 - outubro |                              |        |                    |                         |
| Data                              | Corrida                      | Classe | Vencedor           | Equipa                  |
| --------------------------------- | ---------------------------- | ------ | ------------------ | ----------------------- |
| 2                                 | Famenne Ardenne Classic      | 1.1    | Axel Zingle        | Cofidis                 |
| 2                                 | Tour de Vendée               | 1.1    | Bryan Coquard      | Cofidis                 |
| 2                                 | Piccolo Giro de Lombardia    | 1.2U   | Alec Segaert       | Lotto Soudal U23        |
| 4                                 | Binche-Chimay-Binche         | 1.1    | Christophe Laporte | Jumbo-Visma             |
| 6                                 | Paris-Bourges                | 1.1    | Jasper Philipsen   | Alpecin-Deceuninck      |
| 9                                 | Memorial Rik Van Steenbergen | 1.1    | Tim Merlier        | Alpecin-Deceuninck      |
| 9                                 | Paris-Tours sub-23           | 1.2U   | Per Strand Hagenes | Jumbo-Visma Development |
| 12                                | Giro do Veneto               | 1.1    | Matteo Trentin     | UAE Emirates            |
| 16                                | Veneto Classic               | 1.1    | Marc Hirschi       | UAE Emirates            |
| 16                                | Chrono des Nations           | 1.1    | Stefan Küng        | Groupama-FDJ            |
| 16                                | Chrono des Nations sub-23    | 1.2U   | Alec Segaert       | Lotto Soudal U23        |

## Classificações finais
- Nota: As classificações finais foram:[4][5]

### Individual
| Posição | Corredor             | Equipa                             | Pontos  |
| ------- | -------------------- | ---------------------------------- | ------- |
| 1.º     | Tadej Pogačar        | UAE Emirates                       | 5131    |
| 2.º     | Wout van Aert        | Jumbo-Visma                        | 4525    |
| 3.º     | Remco Evenepoel      | Quick-Step Alpha Vinyl             | 4402,5  |
| 4.º     | Jonas Vingegaard     | Jumbo-Visma                        | 3154    |
| 5.º     | Aleksandr Vlasov     | Bora-Hansgrohe                     | 2484    |
| 6.º     | Arnaud De Lie        | Lotto Soudal                       | 2268    |
| 7.º     | Stefan Küng          | Groupama-FDJ                       | 2180    |
| 8.º     | Alexander Kristoff   | Intermarché-Wanty-Gobert Matériaux | 2099    |
| 9.º     | Mathieu van der Poel | Alpecin-Deceuninck                 | 2003,67 |
| 10.º    | Alejandro Valverde   | Movistar                           | 1996    |

| Posições 11.º ao 20.º | Posições 11.º ao 20.º | Posições 11.º ao 20.º | Posições 11.º ao 20.º |
| --------------------- | --------------------- | --------------------- | --------------------- |
| 11.º                  | Christophe Laporte    | Jumbo-Visma           | 1968                  |
| 12.º                  | Arnaud Démare         | Groupama-FDJ          | 1931                  |
| 13.º                  | Pello Bilbao          | Bahrain Victorious    | 1856                  |
| 14.º                  | Benoît Cosnefroy      | AG2R Citroën          | 1781                  |
| 15.º                  | Enric Mas             | Movistar              | 1772                  |
| 16.º                  | Mads Pedersen         | Trek-Segafredo        | 1753                  |
| 17.º                  | Jasper Philipsen      | Alpecin-Deceuninck    | 1702                  |
| 18.º                  | Primož Roglič         | Jumbo-Visma           | 1620,5                |
| 19.º                  | Juan Ayuso            | UAE Emirates          | 1605,5                |
| 20.º                  | Adam Yates            | Ineos Grenadiers      | 1590                  |

### Equipas
| Posição | Equipa             | Pontos  |
| ------- | ------------------ | ------- |
| 1.º     | Alpecin-Deceuninck | 8490,67 |
| 2.º     | Arkéa Samsic       | 7167    |
| 3.º     | TotalEnergies      | 6067    |
| 4.º     | Uno-X              | 2935,63 |
| 5.º     | B&B Hotels-KTM     | 2462,33 |

### Países
| Posição | País          | Pontos  |
| ------- | ------------- | ------- |
| 1.º     | Bélgica       | 17901,5 |
| 2.°     | Espanha       | 11845,5 |
| 3.º     | França        | 11774   |
| 4.º     | Eslovênia     | 9930    |
| 5.º     | Países Baixos | 9485,34 |

### Países sub-23
| Posição | País          | Pontos  |
| ------- | ------------- | ------- |
| 1.º     | Bélgica       | 7931,33 |
| 2.°     | Espanha       | 3399,17 |
| 3.º     | França        | 2133,17 |
| 4.º     | Dinamarca     | 1898,17 |
| 5.º     | Países Baixos | 1860,16 |